# Leo Sharp
Leonard Sharp (7. května 1924 – 12. prosince 2016), známý jako El Tata byl americký veterán druhé světové války, vyhlášený zahradník a drogový kurýr pobočky drogového kartelu Sinaloa. Proslul jako nejstarší odsouzený pašerák drog v USA.

## Život
Sharp se narodil v Michigan City ve státě Indiana.. Bojoval v Italském tažení ve druhé světové válce a za svou službu byl vyznamenám Bronzovou hvězdou.

### Zahradnictví
Sharp vynikal v hybridizaci nových plemen květin a stal se světově proslulým v této oblasti. Společnost Sharp získala popularitu při výrobě relativně malých květin se zářivými barvami. Jeho nejoblíbenějším výtvorem byla Ojo Poco, květy olivové barvy o rozměrech 2 1/2 palce (64 mm) s červeným býčím okem uprostřed, které představil v roce 1994. Jeho květinovou farmu v Indianě, kde žil desítky let, navštívilo za tu dobu spoustu nadšenců jeho tvorby.

### Pašování drog
Sharp se dostal do finančních potíží se svým květinářstvím a byl následně osloven mexickými dělníky na jeho farmě v Michiganu, kteří ho požádali o přepravu narkotik pro drogový kartel Sinaloa v Mexiku. Sharpův úspěch při pašování trvající více než 10 let při přepravě tisíců liber kokainu z něj udělal městskou legendu mezi obchodníky s drogami, kteří věděli o jeho činnosti. Sharp používal pick-up značky Lincoln pro přepravu mezi 100 - 300 kilogramů kokainu od jižní americké hranice k Detroitu. Kartel také využíval Sharpa k přepravě výdělku z narkotik, přesahujícím dva miliony dolarů, na zpáteční cestě z Michiganu do Arizony ve stejném automobilu. V roce 2011 byl Sharp zatčen státní policií v Michiganu během koordinované zatýkací operace pod vedením DEA, když měl v autě 200 kilogramů kokainu. Jeho zatčení bylo zachyceno na palubní kameře Michiganské státní policie a vydáno v New York Times. Bylo obžalováno 25 členů organizace. Soud odsoudil Sharpa na tři roky vězení. Rozsudek padl v den jeho devadesátých narozenin. Byl propuštěný na svobodu v roce 2015 po jednom roce ve vězení, kvůli špatnému zdravotnímu stavu.

## Smrt
Sharp zemřel v prosinci 2016 ve věku 92 let.

## Film
V roce 2018 byl natočený film Pašerák inspirovaný životem Lea Sharpa. Hlavní roli pašeráka drog ztvárnil Clint Eastwood a Bradley Cooper jako představitel Národního úřadu pro kontrolu obchodu s drogami.